# Sounds of a Playground Fading
Sounds of a Playground Fading è il decimo album studio della band svedese In Flames, pubblicato dalla Century Media Records nel 2011.
L'album ha raggiunto nel 2011 il primo posto degli album più venduti in Germania e il secondo posto in Svezia.

## Descrizione
L'album segna un punto di svolta nella linea musicale della band: il melodic death metal dell'esordio, divenuto poi progressivamente melodic metalcore da Reroute to Remain in poi, in quest'album viene totalmente abbandonato, per passare ad uno stile di gran lunga più sperimentale, molto più melodico e molto meno heavy, avvicinandosi a sonorità tipiche dell'hard rock più moderno e del nu metal, pur mantenendo la tipica struttura degli assoli adottata a partire da Come Clarity. Sono presenti infatti forti influenze hard rock e pop
Il cantato di Anders Fridén abbandona parzialmente lo scream e il growl, lasciandosi andare ad uno stile vocale pulito e melodico, sporcato solo dal suo particolare timbro.
Questo è il primo album che la band registra senza lo storico chitarrista e fondatore della band Jesper Strömblad, che ufficialmente ha lasciato la band nel 2010 per risolvere i suoi problemi di alcolismo. Al posto di quest'ultimo è subentrato Niklas Engelin, già in passato membro della band. Engelin non ha comunque preso parte alla registrazione dell'album.

## Tracce
1. Sounds of a Playground Fading – 3:01
2. Deliver Us – 3:30
3. All for Me – 4:31
4. The Puzzle – 4:34
5. Fear Is the Weakness – 4:03
6. Where the Dead Ships Dwell – 4:27
7. The Attic – 3:16
8. Darker Times – 3:25
9. Ropes – 3:42
10. Enter Tragedy – 3:58
11. Jester's Door – 2:37
12. A New Dawn – 5:53
13. Liberation – 5:12

## Formazione
- Anders Fridén - voce
- Björn Gelotte - chitarre
- Peter Iwers - basso
- Daniel Svensson - batteria
- Niclas Engelin - chitarre

## Distribuzione
| Paese                                               | Data di pubblicazione |
| --------------------------------------------------- | --------------------- |
| Svezia                                              | 15 giugno 2011        |
| Germania, Austria, Svizzera, Norvegia               | 17 giugno 2011        |
| Europa (tranne Spagna, Italia, Finlandia, Ungheria) | 20 giugno 2011        |
| Nord America, Spagna, Italia                        | 21 giugno 2011        |
| Finlandia, Ungheria                                 | 22 giugno 2011        |
| Australia, Nuova Zelanda                            | 24 giugno 2011        |